# 袿
袿（うちき、うちぎ）は、公家装束を構成する着物の一つである。主に女性の衣だが、男性が中着として着用する場合もある。
1. 一枚の上着を指す場合と、何枚も重ねて着用した場合を指すとがある。
2. 一枚の上着の場合は「小袿（こうちぎ）」・「表着（うわぎ）」・「打衣（うちぎぬ）」。2に記述。
3. 何枚も重ねて着用した場合は「重ね袿（袿姿）」。3に記述。
4. 禄（下賜品）として「大袿」がある。裄・丈などが大きいもので、着用する時には仕立て直す。

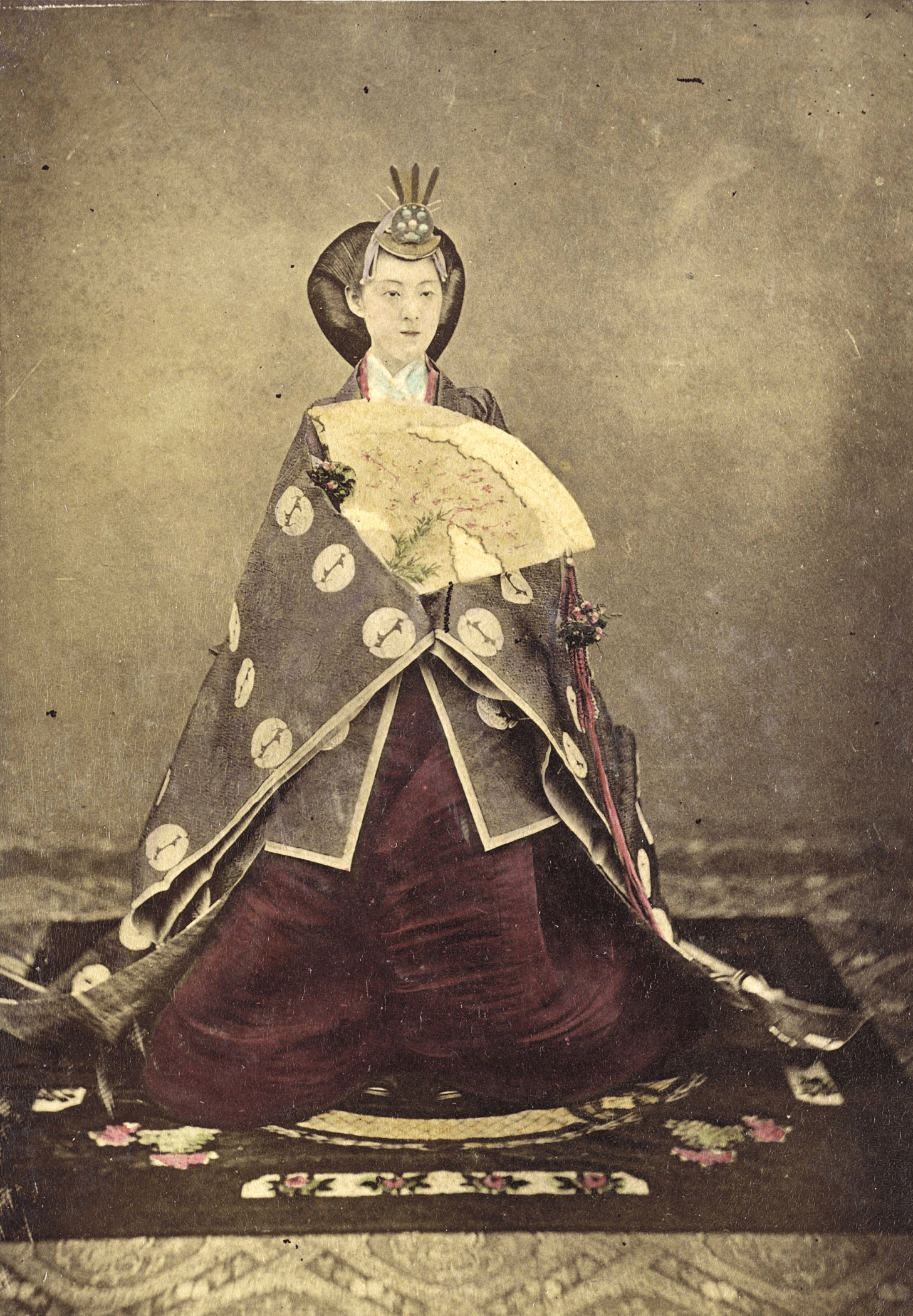
1872年昭憲皇太后、小袿を着用

## 形状・地質
襟は現代の着物と同じ衽（おくみ）がある垂領（たりくび）、脇は縫付けてある縫腋（ほうえき）、袖は広袖、夏以外は裏地のある袷（あわせ）になっている。
男性用では身丈が長いものと短いものとあるが、女性用は裾を引くほどの長い裾長が一般的である。
地質は綾織物や薄物、裏地は平絹。そして、季節の折目には冬に綿入れにするなど衣替えをした。暑さ対策として「単重（ひとえがさね）」と「捻り重（ひねりがさね）」がある。
- 「単重」は、裏地のない単仕立てのものを、数枚重ねて真夏に着用した。[1]
- 「捻り重」は、表地・裏地を縫い合わせずに、単仕立てのものを背中や袖付で綴じて一着として用いた。一見、縁を通常通りには縫い合わせないため、単を重ねて着ているように見える。[1]

## 一枚の上着の場合

### 小袿
高貴な女性が私邸で着用する、羽織る上着である。表着より身丈や袖をやや短く仕立たもので、小袿と呼ばれた。高価な織物で仕立てることを慣例とし、少し改まった時には唐衣を略し、小袿を着用し準正装とした。
おめりに加えて裏地と表地の間に中陪（なかべ）という、別色の絹地を挟み込んで衿・袖口などが三重色の飾りとなる施しをした。

#### おめり（または「ふき・袘 」）
おめりとは「ふき」の古称であり、現在はふきと呼んでいる縁処理をした、吹き返し部分を指す。男女問わず袷の衣類に使用された。
袖口・裾の縁の裏地を少しだけ表地に返して（ずらして）仕立てることで、表地を摩擦や汚れから防ぐ効果と、表地・裏地の色彩の装飾的効果を考慮してのものである。
現在でも、袷なら襦袢から留袖と着物全般に広く活用されている縁処理で、打掛の裾にあるような綿や芯を入れて華やかにするものもある。

### 表衣
唐衣（からぎぬ）・小袿など、一番上に着る上着のすぐ下に着用する。重ね色の層を表すため通常の袿より幾分小さく仕立てる。

### 打衣
砧打（きぬたうち）をして張りや光沢をもたせた衣、正装時に表着の下に着用する。寸法は表着と同じである。紅色が多く、色合い調整の役割も果たしている。

## 何枚も重ねた場合

### 重袿（袿姿）
下には肌小袖・単・緋袴（ひのはかま）を着て、帯で結ぶことなく普通の袿を何枚も重ねて羽織った姿を呼ぶ。重ねる枚数に当初は規定はなく、『栄花物語（巻第二十四）』によると後一条天皇の頃には二十枚重ねた例もあったが、当時でもこれは度が過ぎた着方であり、平安時代末期からは奢侈の関係で五枚重ねが適当とされた。しかし、晴れの日の優雅さに重ね袿は欠かさせないものであったため、守られない時もあり定着するのに時間を要した。
鎌倉時代になると、五枚重ねの取り合わせを「五衣（いつつぎぬ）」と呼ぶようになった。

## 語源
唐衣などの身体側に着付ける「内側に着る衣」「打ち掛けて着る衣」、と諸説ある。

## 歴史

### 平安時代
元は「袿衣」と書き、家庭着として主に夜に着用されていたものが、国風文化の発達により、袖や身丈が長大化、この時代に全身着として重要な役割を果たす着物となる。
貴族の通常生活では単、緋袴を穿き、上に数枚の袿を重ねる袿姿が平服であった。次第に肌着として小袖が着られるようになると、もともとは肌着であった単が形式的になり、袿と共に色彩の配色美も兼ねる性格を持つようになっていった。
袿の役割は重ね着により豪華さを演出する重量感、衿や裾に襲の色目でアクセントを加えることであり、季節や状況によって様々なバリエーションが生まれた。
一方、十二単を着るほどでもなく、平服でも失礼な場合の時に着用する着物として小袿なる物が発明される。これを着用するときには裳をつけない。高位の女性しか着用できない着物であった。ちなみに上記で書いた中陪をはさむ調製はこの小袿から始められた。
袿にも流行があり、11世紀の藤原氏全盛期には素材は綾織で色彩のグラデーション（襲）を楽しんでいた。12世紀の院政期には袿に刺繍をほどこしたり、金箔・銀箔を張り付けることが流行り、次第にはエスカレートしてヒスイや水晶などを縫いつけるようになる。平安時代終わりの平氏全盛期には素材は錦となり、重量の重さから過度の重ね着ができなくなり、襲を重視しなくなっていったとされる。

### 鎌倉時代～江戸時代
貴族勢力の後退により、経済的な理由などから小袖と袴の上に単と袿一枚を羽織った状態が正装となっていった。
一方、武家社会では小袖の上に数枚の袿を羽織った状態が高位武家女性の正装とされていた。
しかし応仁の乱勃発による公家社会の崩壊と下克上により、袖が大きく袖口も開いている袿は時代に合わなくなり、武家女性は袿を着用しなくなり、公家女性も小袖に袴で正装とされる有様であった。
江戸時代になると、応仁の乱以後の服飾習慣が固定化してしまい、公家社会でも高位の女官や大きな行事でもない限り、袿が着られることはなくなってしまった。

### 明治時代以降

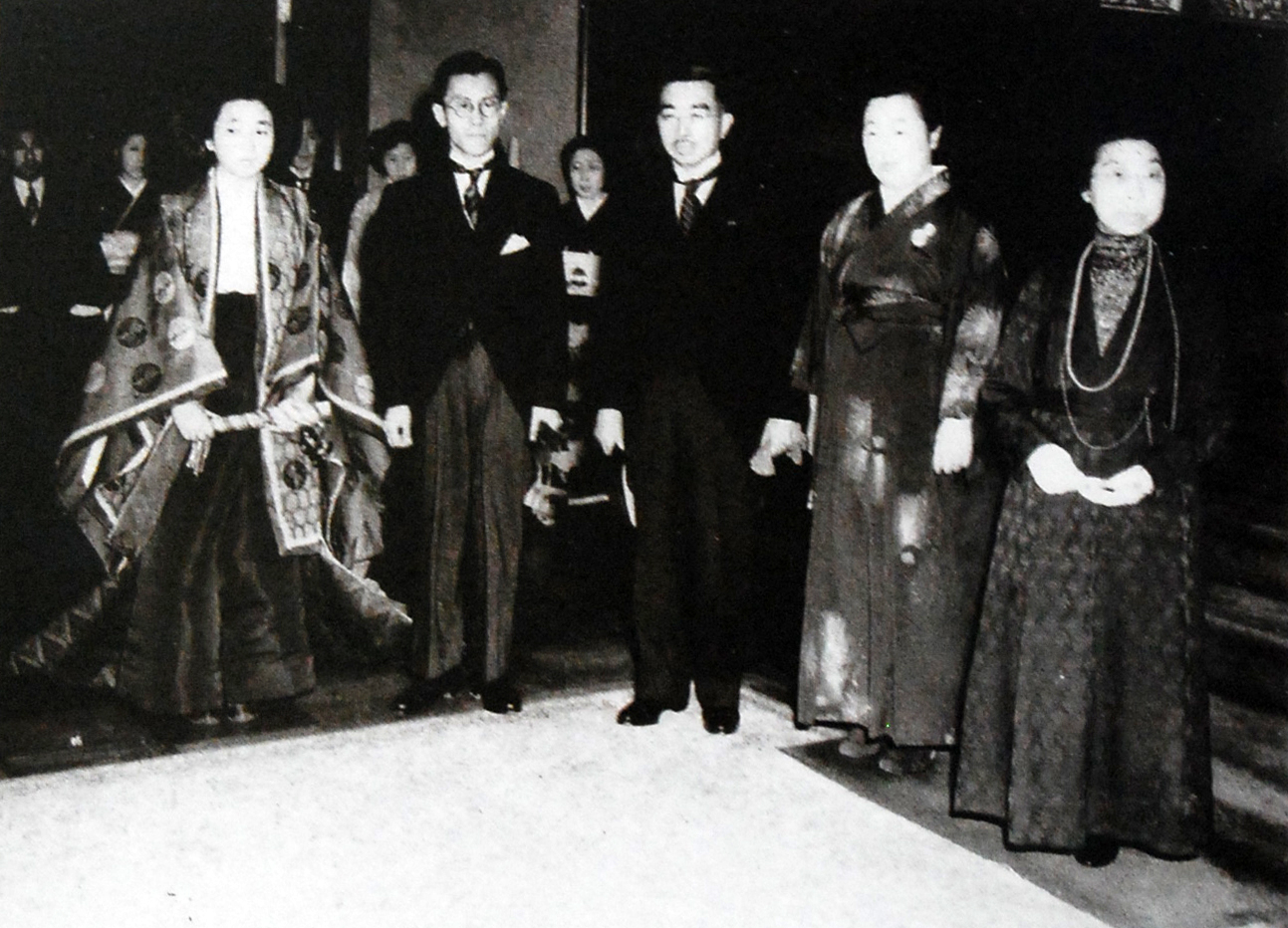
1950年（昭和25年）、　婚礼で袿袴を着用した孝宮和子内親王（左端）

天皇を中心とした中央集権の復活により、宮中に参内するときの服飾は袿を着用するよう定められた。基本的な規定として「白い小袖に朱の切袴（踝までの短い袴）、単の上に規定に従った袿を着用し、外出の際は腰でたくし上げて帯で固定し着用する」という物である。この格好を袿袴装束（けいこしょうぞく）という。明治14年(1881年)勅任官、奏任官の夫人に対し袿袴の制に定められ、大正末頃までは袿袴を着用する人が多かった。これは臣下の女性にとって洋服は高価なためであった。
明治時代の貴族女性はこれが礼装であり、鹿鳴館にもこの格好で出席した女性が多かったらしい。しかし、明治政府の方針は「更なる洋装化」であり、次第に皇后への拝謁など特殊な条件下でしか着用されなくなっていく。
戦後は皇族女性が特別な行事（大嘗祭、婚礼など）の際に袿袴を着用するが、その機会は非常に少ない。神社本庁で規定された女性神職の正装はこの「袿袴装束」が基になっている。

## 袿と小袿
上の項で説明したとおり、準正装の上着として誕生したのが小袿（こうちぎ）である。鎌倉時代以降の服飾の簡略化に伴い一時期衰退していたが、明治時代になって皇族の装束として復活した。しかし、その時の規定で袿の長さより小袿の長さの方が長くなってしまった。そのまま現在までこの規定が通用されている。